# رجینا شوارتز
رجینا شوارتز (انگلیسی: Regina Schwartz؛ زادهٔ ۱ ژانویهٔ ۱۹۵۲) منتقد ادبی، و روزنامه‌نگار است. محقق ادبیات انگلیسی و عناصر دینی یهودی و مسیحی است. استاد زبان انگلیسی و دین در دانشگاه نورث‌وسترن است. او از نظر تاریخی به دلیل تحقیقات و تدریس در ادبیات قرن هفدهم شناخته شده‌است (به عنوان مثال، جان میلتون و ویلیام شکسپیر، در مورد کتاب مقدس عبری، و در مورد رابط ادبیات با موضوعات فلسفه، حقوق و دین.